# スパイカーF1
スパイカーF1（Spyker F1）は2007年のF1世界選手権に参戦をしていたオランダのコンストラクター。尚、チーム沿革上、前身チームであるMF1レーシングについても一部記述する。

## 概要・来歴
2006年まで参戦していたMF1レーシングを、オランダの高級スポーツカー専門メーカーであるスパイカー・カーズが買収し、F1に参戦した。
チームの国籍登録はオランダであるが、施設のほとんどは2005年までエディ・ジョーダンが所有していたジョーダン・グランプリを前身とし、これを先述のMF1レーシングが引き継いでさらに継承したものである為、チーム本拠地はイギリスにあった。マシンカラーはオランダのナショナルカラーであるオレンジを基調としたカラーリングとした。

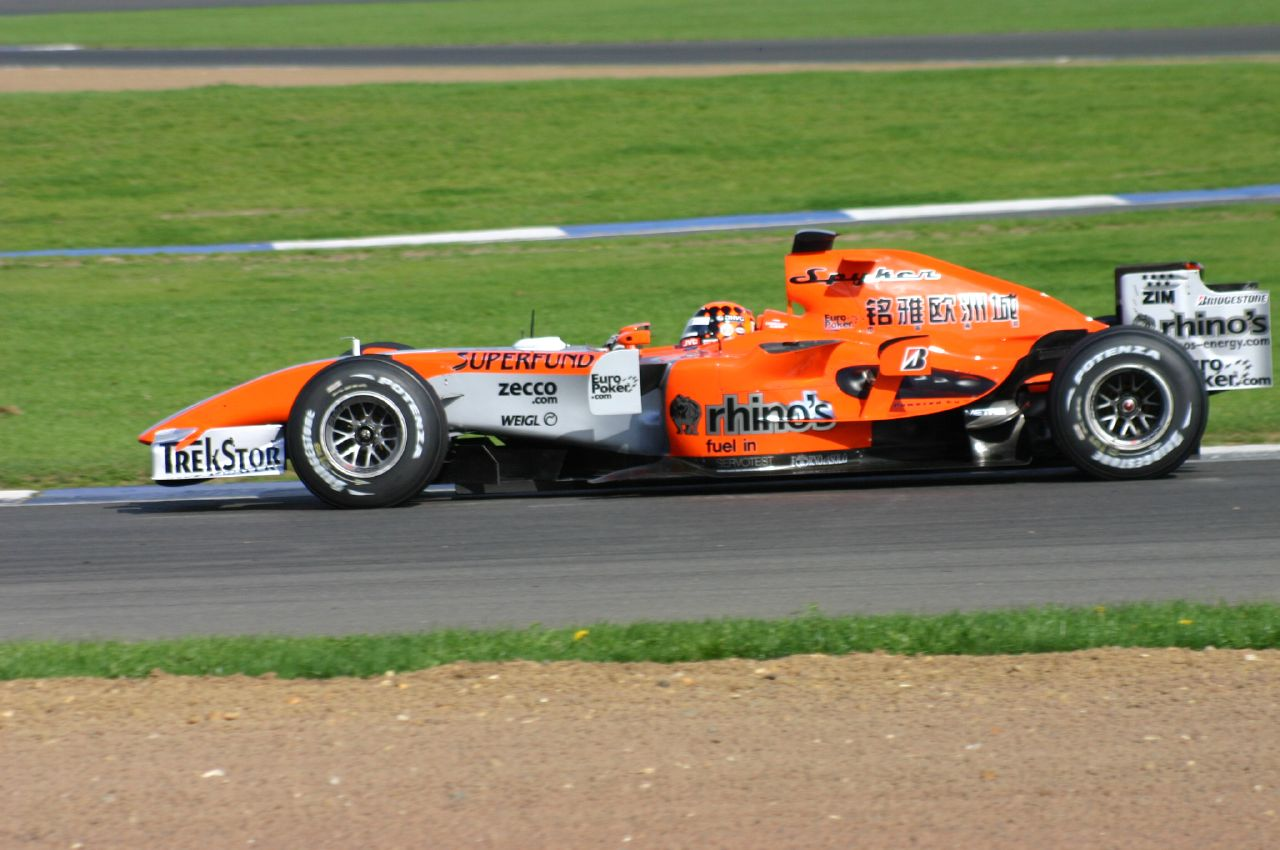
スパイカーがMF1レーシングを買収後のマシン「M16」。マシンカラーも塗り替えられた。

### 2006年
MF1レーシングを所有するミッドランドのアレックス・シュナイダーは真剣にチーム売却を考慮していたとされる。シュナイダー本人の参戦意欲の低下が原因とされるが、当時FIAによって取り決められていたF1参戦可能台数が満杯だった為にチーム売却が非常に高価であった為とも言われる。
又、時同じくしてF1に対して積極的に携わってきたミッシェル・モルが率いるオランダ系資本グループであるM-コンソーティアムがF1参戦を目論んでいた。モルは当初ミナルディを買収する計画であったが、ミナルディをレッドブルが買収し、レッドブル・レーシングのジュニアチームであるスクーデリア・トロ・ロッソとして新生した為、新たな買収ターゲットとしてMF1レーシングが浮上した。MF1レーシング側はチーム売却に128,000,000ドルを掲示していたが、スパイカー及びM-コンソーティアムが106,600,000ドルで買収することで合意した。その為、シーズン終了までの3戦は「スパイカーMF1」として参戦した。シーズン中はコンストラクター名を変更できないという規則に対し、タイトルスポンサーという形でチーム名を変更するという苦肉の策でもあった。
11月1日、マイク・ガスコインがチーフテクニカルオフィサー（技術部門の最高責任者）として加入しており、ジェームス・キーがMF1より残留してガスコインの補佐として活動することが発表された。

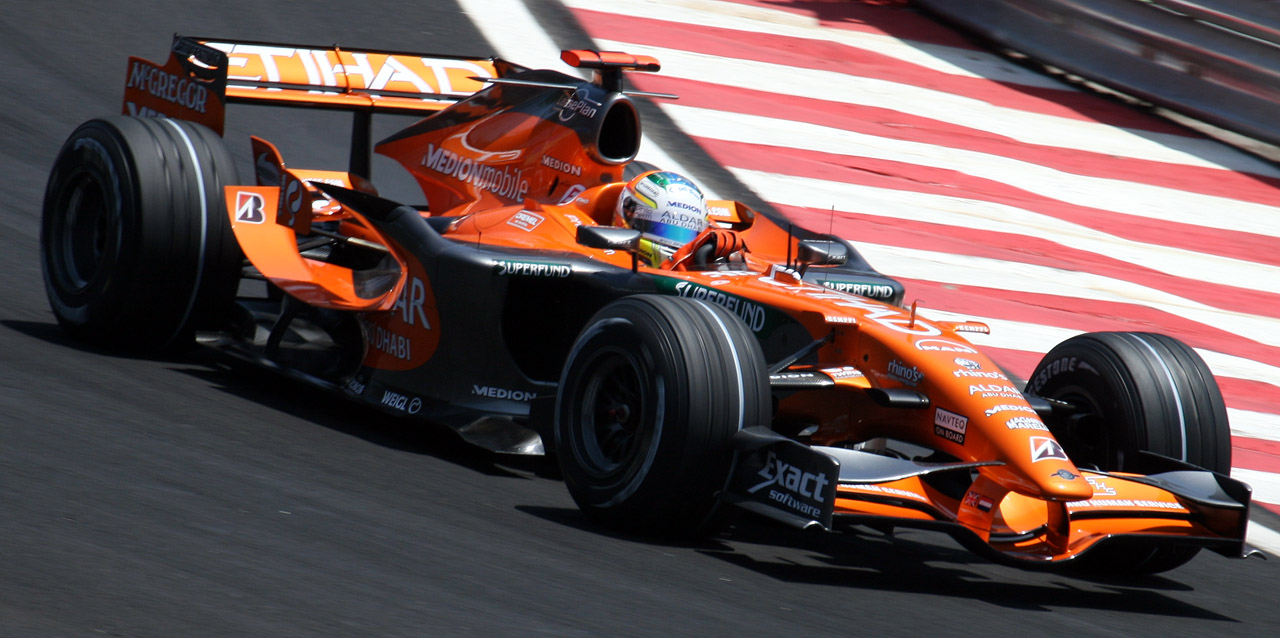
エイドリアン・スーティルが駆るマシン「F8-VII」。
（※：写真は2007年ブラジルGP）

### 2007年
正式にコンストラクター名をスパイカーに改称した。新チーム体制は前年度にもある通り技術部門はすでに固めており、その他のチーム首脳陣としてはコリン・コレスが引き続きチームを指揮することが発表された。ドライバーもクリスチャン・アルバースが残留し、チームメイトには新しくエイドリアン・スーティルが加入する事が発表された。
メインスポンサーとしてアブダビのフラッグキャリアであるエティハド航空と国営不動産開発会社アルダーを獲得した。エンジンはトヨタからフェラーリに変更し、車体のF8-VIIは前年にミッドランドが使用していたM16（系譜は2004年にジョーダンが使用していたEJ14まで遡る）に、新エンジンのフィッティングと空力のパーツのアップデートを加えたものを使用した。レースでは上記の通り前年度の改良型マシンであったため、タイムが伸び悩み予選でも決勝でも後方に沈む事が多かった。しかし、モナコGPのフリー走行第3セッションでは、雨による路面状態の変化やトラフィックをうまく回避したことから、スーティルがセッションのトップタイムを記録した。決勝ではリタイアに終わったものの「スパイカーF1」として記録的な快挙であった。
しかしイギリスGP後、チームはアルバースの解雇を発表した。理由はスポンサーからのスポンサーフィーの支払いが滞ったためとしているが、アルバースの今季成績から以前より解雇の噂が囁かれていた。直後のヨーロッパGPではテストドライバーのマルクス・ヴィンケルホックを昇格させる事が発表されたが、あくまでヨーロッパGPに限ってのスポット起用となった。なお、このグランプリでは荒れた天候とタイヤ交換のタイミング選択が当たり、デビュー戦となるヴィンケルホックがチーム初となるラップリーダーを6周にわたって記録した。
続く第11戦ハンガリーGPから、正式ドライバーとして前年にスーパーアグリのドライバーを務めていた山本左近が起用された。第13戦イタリアGPでは新設計車両である「F8-VIIB」を投入。この車両は当初トルコGPにて投入の予定だったが、リヤエンドのクラッシュテストを通過できず次戦イタリアGPでの投入となった。
第15戦日本GPにて、8位でフィニッシュしたトロ・ロッソのヴィタントニオ・リウッツィに対して審議がかかった。これはレース中に黄旗の振られている区間で8位争いをしていたスーティルを追い越した事が原因であり、審議の結果としてリウッツィのタイムに25秒加算するペナルティが課せられた。これによりスーティルは8位に繰り上がり、チームにとって唯一のポイントを獲得した。
10月5日、インドの実業家でキングフィッシャー航空会長のビジェイ・マリヤと元スパイカーCEOのミッシェル・モルが、共同でチームを買収することを発表した。又、最終戦ブラジルGPですでにマリヤはFIAにチーム名変更手続きを行っていることを発表。10月24日には2008年のチーム名をフォース・インディアに変更することが承認され、これによりスパイカーの名は1年足らずでF1の舞台から姿を消した。

## 戦績
第13戦イタリアGP以降はF8-VIIに代えてF8-VIIBを使用。
| 年   | No. | ドライバー       | 1   | 2   | 3   | 4   | 5   | 6   | 7   | 8   | 9   | 10  | 11  | 12  | 13  | 14  | 15  | 16  | 17  | ポイント | ランキング |
| 年   | No. | ドライバー       | AUS | MAL | BHR | ESP | MON | CAN | USA | FRA | GBR | EUR | HUN | TUR | ITA | BEL | JPN | CHN | BRA | ポイント | ランキング |
| ---- | --- | ---------------- | --- | --- | --- | --- | --- | --- | --- | --- | --- | --- | --- | --- | --- | --- | --- | --- | --- | -------- | ---------- |
| 2007 | 20  | スーティル       | 17  | Ret | 15  | 13  | Ret | Ret | 14  | 17  | Ret | Ret | 17  | 21  | 19  | 14  | 8   | Ret | Ret | 1        | 10位       |
| 2007 | 21  | アルバース       | Ret | Ret | 14  | 14  | 19  | Ret | 15  | Ret | 15  |     |     |     |     |     |     |     |     | 1        | 10位       |
| 2007 | 21  | ヴィンケルホック |     |     |     |     |     |     |     |     |     | Ret |     |     |     |     |     |     |     | 1        | 10位       |
| 2007 | 21  | 山本             |     |     |     |     |     |     |     |     |     |     | Ret | 20  | 20  | 17  | 12  | 17  | Ret | 1        | 10位       |

- 太字はポールポジション、斜字はファステストラップ。(key)

## その他
2007年にスーパーアグリとリザーブ兼ファーストテストドライバー契約をしたギド・ヴァン・デル・ガルデがスーパーアグリでの初テスト後の翌日にスパイカーF1がヴァン・デル・ガルデとのリザーブ兼セカンドテストドライバー契約をしたと発表した。つまり二重契約である。ヴァン・デル・ガルデは「スパイカーF1の一員になれてうれしい」とコメントしており、新車発表会にも姿を現している（スパイカーF1のシャツで写真撮影も応じている）。また、スーパーアグリ側は「我々の契約が正当」とのコメントを発表している。ヴァン・デル・ガルデがなぜこのような行為をしたのかは不明だが、一説に資金力不足からあまりテストに参加できないスパイカーF1に所属しているとスーパーライセンスの取得が遅れる事が懸念されるため、スーパーアグリでのテスト走行をこなしスーパーライセンスを少しでも早くもらおうというもくろみがあったといわれている。しかしながらスーパーアグリのSA06のテストでのドライブではメカニカルトラブルで4周しか走行できていない。（表向きにはこうなっているが、ヴァン・デル・ガルデのスポンサーからの入金が期日までになかったために強制的にマシンから降ろされたというのが本当の原因である、ともささやかれた。
2006年に下位争いのライバルチームであったスーパーアグリ、トロ・ロッソは、ストーブリーグの期間中、大手資本の技術、金銭の支援により著しく戦闘力が向上。シーズン初頭から劣勢が予想されたスパイカーF1は、スーパーアグリとトロ・ロッソのマシンが、他のチームの著作物を流用したものであるとして調停裁判所に提訴する声明を行い（実際は未提訴）、2007年オーストラリアGPではスーパーアグリを、次戦マレーシアGPではトロ・ロッソを、それぞれカスタマーカーであり出走資格がないとして、レーススチュワードに提訴（いずれも却下）するなど、サーキットの内外を問わずポジションの向上に奔走していた。
提訴する最大の理由は、コンストラクターズランキングに対して支給される興行収入の分配金と航空貨物便による輸送費の免除を手に入れることである。トロ・ロッソとスーパーアグリが他チームのシャーシを流用してアドバンテージを得ることで、入賞または上位完走が容易になり、一からシャーシを製作するものの戦闘力に乏しいスパイカーF1がランキング最下位になる可能性が高いため、分配金と輸送費免除を受けられず財政的に苦しくなってしまう。
司法判断によって2チームが撤退することを恐れたバーニー・エクレストンFOM会長は、3チームの調停を行い、ランキング下位3チームで9,10位に支給される分配金を山分けすることで合意を得た。
マクラーレンがスクーデリア・フェラーリの技術的な機密文書を不正に入手したとして2007年のコンストラクターズポイントならびにチャンピオンシップランキングを剥奪されたため、スパイカーF1がランキング最下位を脱出、さらに日本グランプリでエイドリアン・スーティルが入賞した。ただ、チーム代表のコリン・コレスは「カスタマーカー問題をうやむやにしない」旨を発表しており、国際商工会議所での審理が10月9日から始まることになっている。なお、分配金などの恩恵はフォース・インディアにもたらされる。

## スポンサー
2007年度F1選手権を終了時点でスパイカーF1のスポンサー/技術協力だった企業。
タイトルスポンサー
- エティハド航空
- アルダー

スポンサー
- Twins Investments BV
- LeasePlan
- スーパーファンド
- GPupdate.net
- ブリヂストン
- RotoZip
- Quick
- 4net
- Philoderm

- Trust
- Exact
- メディオン
- Dremel
- Dream7
- Navteq
- Kemppi
- AD Sportwereld
- MaxCredible